# جغرافيا جزر القمر

خارطة الجزر المكونة لجزر القمر

تتكون جزر القمر من أربع جزر رئيسية وهي نجازيجيا (القمر الكبرى) وموالي (موهيلي) وأنزواني (أنجوان) وماهوري (مايوت). تقع هذه الجزر في المحيط الهندي في قناة موزمبيق بين الساحل الإفريقي بالقرب من موزمبيق وتانزانيا ومدغشقر وليس هناك حدود برية للجزر. تفصل الجزر الرئيسية المكونة لجزر القمر مسافات كبيرة عن بعضها البعض، حيث تبعد نجازيجيا (القمر الكبرى) من ماهوري (مايوت) مسافة 200 كيلو متر، ومسافة 40 كيلو متر من موالي (موهيلي). تعرف الجزر رسميًا بأسمائها في اللغة القمرية على الرغم من أن المصادر الدولية ما زالت تستخدم الأسماء الفرنسية (الموجودة في الأقواس) عادةً. تبلغ المساحة الكلية للجزر حوالي 2,236 كيلو متر مربع. تكونت جزر أرخبيل جزر القمر بفعل النشاط البركاني. ويقع القرطالة، وهو بركان درعي نشط في نجازيجيا ويعد أعلى قمة في البلد حيث يبلغ ارتفاعه 2.361 متر 7,748 قدم (2,362 م). ويضم هذا الجبل أكبر بقعة من الغابات المطيرة الآخذة في الاختفاء في جزر القمر.

## القمر الكبرى
وهي أكبر الجزر المكونة لجزر القمر وتعتبر من أهمها كما تحتوي على عاصمتها موروني. كما تعتبر جزيرة القمر الكبرى أحسن منطقة اقتصادية في الاتحاد. أهم منتج في الجزيرة هو زراعة الفانيلا.

## أنظر أيضا
الحياة البرية في جزر القمر